# Басши (Жетысуская область)
Басши (Басчи) (каз. Басши, до 199? г. — Калинино (Калинин)) — село в Кербулакском районе Жетысуской области Казахстана. Административный центр Басшийского сельского округа. Код КАТО — 194635100.

## Население
В 1999 году население села составляло 1726 человек (871 мужчина и 855 женщин). По данным переписи 2009 года, в селе проживал 1831 человек (945 мужчин и 886 женщин).